# Rhamnidium hasslerianum
Rhamnidium hasslerianum är en brakvedsväxtart som beskrevs av Chod.. Rhamnidium hasslerianum ingår i släktet Rhamnidium och familjen brakvedsväxter. Inga underarter finns listade i Catalogue of Life.